# کروپ (شرکت)
کروپ (انگلیسی: Krupp)، شرکت خوشه‌ای آلمانی بود که در سال ۱۸۸۱ تأسیس شد.

## تاریخچه
فردریش کارل کروپ (۱۷۸۷-۱۸۲۶) در سال ١٨١٠، یک کارخانه فولاد در اسن ساخت. 
پسرش آلفرد معروف به پادشاه توپ در فناوری‌های جدید سرمایه‌گذاری کرد و تبدیل به تولیدکننده غلتک‌های فولادی (مورد استفاده در ساخت ظروف غذاخوری) و چرخ‌های واگن راه‌آهن شد. وی همچنین در فناوری ذوب‌آهن (به‌ویژه فرآیند بسمر) وارد شد و معادن زیادی را در آلمان و فرانسه خرید. 
آلفرد خدمات اجتماعی از جمله مسکن یارانه‌ای، مزایای بهداشت و بازنشستگی را برای کارگران خود ارائه می داد.
در دهه ۱۸۴۰، شروع به تولید توپ‌های فولادی کرد که ارتش‌های روسیه، عثمانی و پروس خریداران آن بودند. 
وقتی آلفرد با این شرکت شروع به کار کرد، پنج کارمند داشت. پس از مرگ او، بیست هزار نفر برای کروپ کار میکردند  که آن را بزرگترین شرکت صنعتی جهان و بزرگترین شرکت خصوصی در آلمان می‌کرد. 
در ابتدای قرن بیستم، گوستاو کروپ فان بولن و هالباخ، رئیس این شرکت شد که به‌واسطه ازدواج با برتا کروپ، نام خانوادگی وی را گرفته بود. 
پس از به قدرت رسیدن هیتلر در ۱۹۳۳، کروپ مجددا به مرکز تسلیحات‌سازی آلمان تبدیل شد. 
در ۱۹۴۳، با دستور ویژه هیتلر، شرکت به مالکیت شخصی بازگشت و صاحب آن گوستاو و پسر ارشد برتا، الفرید کروپ فون بوهلن و هالباخ  شدند.
پس از شکست آلمان، دادگاه نورنبرگ، الفرید را به اتهام چپاول و استفاده از زندانیان جنگی به ۱۲ سال زندان محکوم کرد و دستور داد، ۷۵ درصد دارایی خود را بفروشد. 
در  ۱۹۵۱ با توسعه جنگ سرد و عدم وجود خریدار، مقامات آمریکا او را آزاد کردند و در سال ۱۹۵۳، کنترل شرکت را از سر گرفت.
در  ۱۹۶۸، شرکت تبدیل به مسئولیت محدود و سهامی عام شد و مالکیت آن به بنیاد آلفرد کروپ فون بولن و هالباخ واگذار شد. 
در ۱۹۹۹ کروپ با رقیب خود، تیسن آگ ادغام شد. شرکت ترکیبی تیسن‌کروپ، پنجمین شرکت بزرگ آلمان و یکی از بزرگترین تولید کنندگان فولاد در جهان شد.

## سهامداری ایران در کروپ
در تابسان  سال ۱۹۷۴ (۱۳۵۳ هجری خورشیدی)، سیروس انصاری برادر هوشنگ انصاری، ۲۵.۰۴ درصد از سهام بخش گداخت کروپ (Fried Krupp Hüttenwerke) را به مبلغ اعلام نشده ای به نفع محمدرضا پهلوی خریداری کرد.
ایران، این سهام را به بهای ٨٧۵ میلیون مارک خریداری کرد؛ درحالی‌که ارزش واقعی آن ١٧۵ میلیون مارک بود.
وقتی شرکت‌های «کروپ» و «تیسن» در یکدیگر ادغام شدند و از تملک بخش‌ خصوصی به تملک بخش عمومی درآمدند. سهم ایران نیز به ۷.۷۹ درصد رسید و یک ایرانی به‌عنوان عضو هیئت مدیره، شرکت جدید منصوب شد.
پس از حوادث یازدهم سپتامبر سال ٢٠٠١ که جرج دابلیو. بوش، ایران را جزو محور شرارت اعلام کرد و از شرکت آلمانی تیسن کروپ، خواست سهم ایران را در این شرکت کاهش دهد. 
ایران نیز برای جلوگیری از تحریم‌های بیشتر، تصمیم گرفت سهمش را در این شرکت به زیر ۵ درصد کاهش دهد که در این صورت دیگر امکان تعیین نماینده در هیئت مدیره شرکت را نداشت. 
شرکت تیسن کروپ تصمیم گرفت که سهام ایران را به قیمت ١١ یورو به ازای هر سهم خریداری کند. تهران بر قیمت ٢٤ یورو  اصرار داشت. بعد از ۶ ماه مذاکره، مذاکره‌کننده ایرانی موفق شد که سهام ایران را با مبلغ ۲۴ یورو به ازای هر سهم بفروشد و در نهایت ۴۰۶ میلیون یورو پرداخت شد.
فشارهای آمریکا موجب شد که شرکت تیسن کروپ از حضور نماینده ایران در کمیته نظارت بر شرکت جلوگیری کند و در سال ۲۰۰۴، محمد مهدی نواب، نماینده ایران از شرکت اخراج شد. 
هم اکنون شرکت سرمایه‌گذاری‌های خارجی در ایران،  ۴.۵ درصد از سهام تیسن کروپ را در اختیار دارد.